# Середнє (Каховський район)
Сере́днє — село в Україні, у Великолепетиській селищній громаді Каховського району Херсонської області. Населення становить 70 осіб. 24 лютого 2022 року село тимчасово окуповане російськими військами під час російсько-української війни.

## Населення
Згідно з переписом УРСР 1989 року чисельність наявного населення села становила 140 осіб, з яких 73 чоловіки та 67 жінок.
За переписом населення України 2001 року в селі мешкало 139 осіб.

### Мова
Розподіл населення за рідною мовою за даними перепису 2001 року:
| Мова       | Відсоток |
| ---------- | -------- |
| українська | 91,43 %  |
| російська  | 7,14 %   |
| вірменська | 0,71 %   |
| інші       | 0,72 %   |